# Gare d'Essonnes - Robinson
Ne doit pas être confondu avec Gare de Robinson.
La gare d'Essonnes - Robinson est une gare ferroviaire française de la ligne de Corbeil-Essonnes à Montereau, située dans la commune de Corbeil-Essonnes, dans le département de l'Essonne en région Île-de-France. La gare est située à 200 m de l'ancienne mairie de la ville d'Essonnes et à 400 m du centre commercial de la ville. Elle permet ainsi de desservir tous les quartiers historiques de la ville d'Essonnes, dont les commerces de la rue de Paris (Nationale 7).
C'est une halte voyageurs de la Société nationale des chemins de fer français (SNCF) desservie par les trains de la ligne D du RER. Elle se situe à une distance de 33,55 km de Paris-Gare-de-Lyon.

## Situation ferroviaire

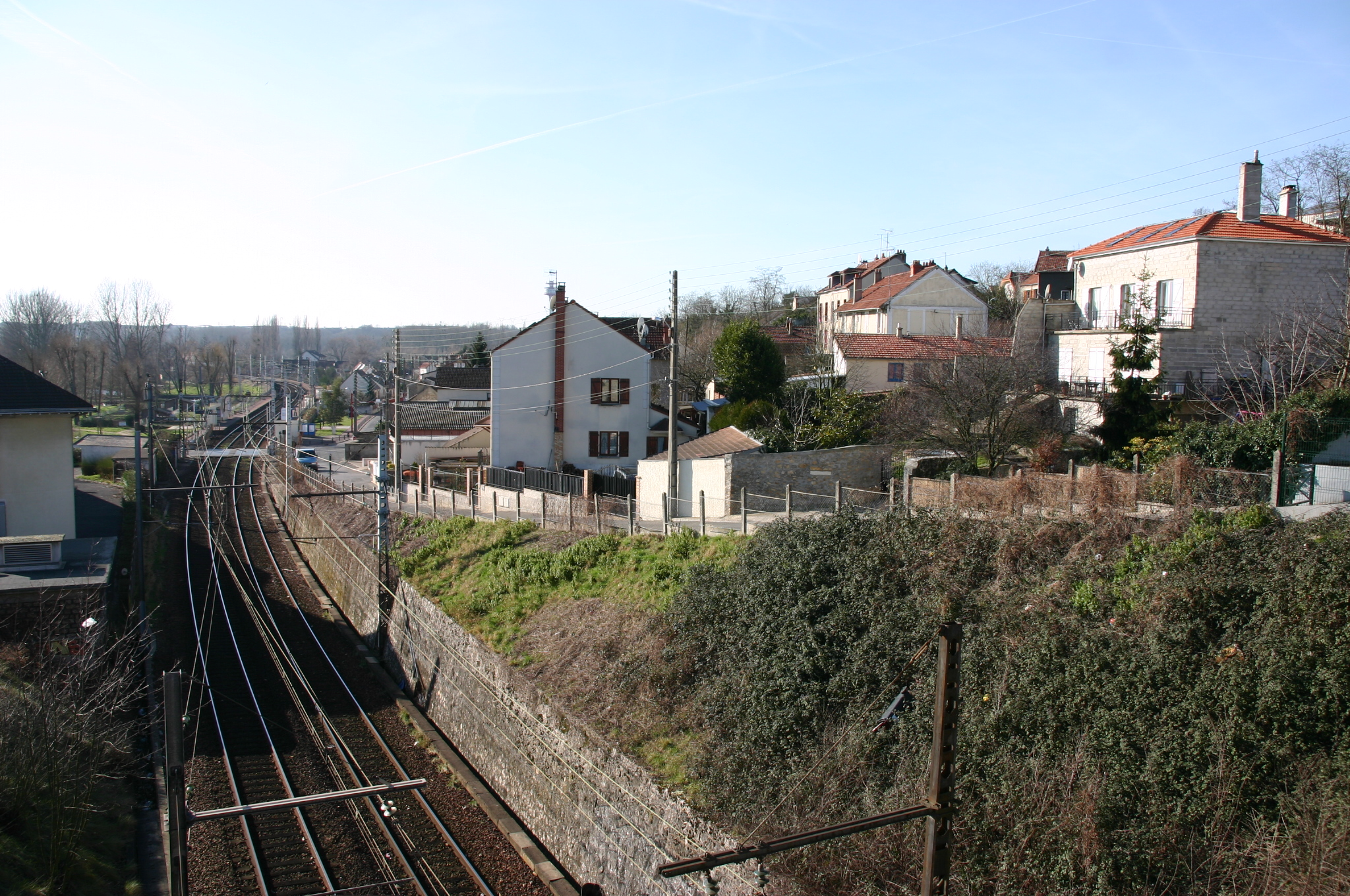
Au loin le passage à niveau et la gare, vue depuis le pont de la nationale 7.

La gare d'Essonnes - Robinson est établie à la limite ouest du territoire de la commune de Corbeil-Essonnes, le long de la rivière Essonne, à 41 mètres d'altitude, au point kilométrique (PK) 33,55 de la ligne Corbeil-Essonnes - Montereau. Elle constitue le premier point d'arrêt de la ligne après la gare de Corbeil-Essonnes et précède la gare de Villabé.

## Histoire
La gare d'Essonnes - Robinson n'existait pas lors de la création de la ligne de Corbeil à Melun et à Montereau en 1897. Elle a été ouverte en 1955, après la fusion des villes de Corbeil et d'Essonnes, devenant ainsi la troisième gare de la ville après la gare principale au nord du territoire de la nouvelle commune et la gare de Moulin-Galant au sud de la commune.
Le nom de cette gare provient du nom de l'ancienne ville d'Essonnes qui a fusionné avec la ville de Corbeil en 1951 et du nom du quartier de Robinson, à Essonnes, dans lequel la gare se situe.
Jusqu'à la mise en service de la partie sud de la ligne D du RER en 1995, les trains desservant la gare d'Essonnes-Robinson effectuaient des trajets réguliers entre Paris-Gare-de-Lyon et la gare de Melun tous les jours de la semaine, en soirée et jusqu'après minuit. Ce n'est qu'à partir de 1999 que Paris n'a plus été desservie aux heures de pointe en semaine et qu'un système de navettes entre Melun et la gare de Juvisy a été mis en place. Puis, en 2005, les trains de soirée et de nuit ont été remplacés par des cars du réseau Noctilien,.
Depuis 2005, la gare n'est plus desservie par les trains au départ de Corbeil-Essonnes et de Melun en soirée et la nuit. La ligne 502 du réseau de bus Évry Centre Essonne assure à la place la desserte des gares entre Corbeil-Essonnes et Le Coudray-Montceaux.
En 2011, les navettes entre Juvisy et Melun sont principalement assurées par des rames Z 5300, alors qu'aux heures creuses et le weekend, les trains en direction de Paris, et au-delà, sont assurés par des rames Z 20500.
À partir du mois de décembre 2018, lors de la mise en place du service annuel 2019, la desserte de la gare est modifiée : il n'y a plus d'accès direct vers Paris ; aux heures de pointe, des navettes assurent des liaisons Melun - Corbeil-Essonnes et, aux heures creuses, des navettes assurent des liaisons Melun - Juvisy via Ris-Orangis. Par ailleurs, toutes les rames Z 5300, qui assuraient les navettes Juvisy – Melun  ont été retirées de la ligne.
Au début du mois de septembre 2019, les premières rames Z 57000 sont mises en service sur la liaison Melun - Corbeil-Essonnes - Juvisy (via Ris-Orangis).

## Fréquentation
De 2015 à 2020, selon les estimations de la SNCF, la fréquentation annuelle de la gare s'élève aux nombres indiqués dans le tableau ci-dessous.
| Année     | 2015    | 2016    | 2017    | 2018    | 2019    | 2020    |
| --------- | ------- | ------- | ------- | ------- | ------- | ------- |
| Voyageurs | 360 066 | 342 324 | 324 412 | 301 824 | 281 500 | 153 959 |

## Services des voyageurs

### Accueil

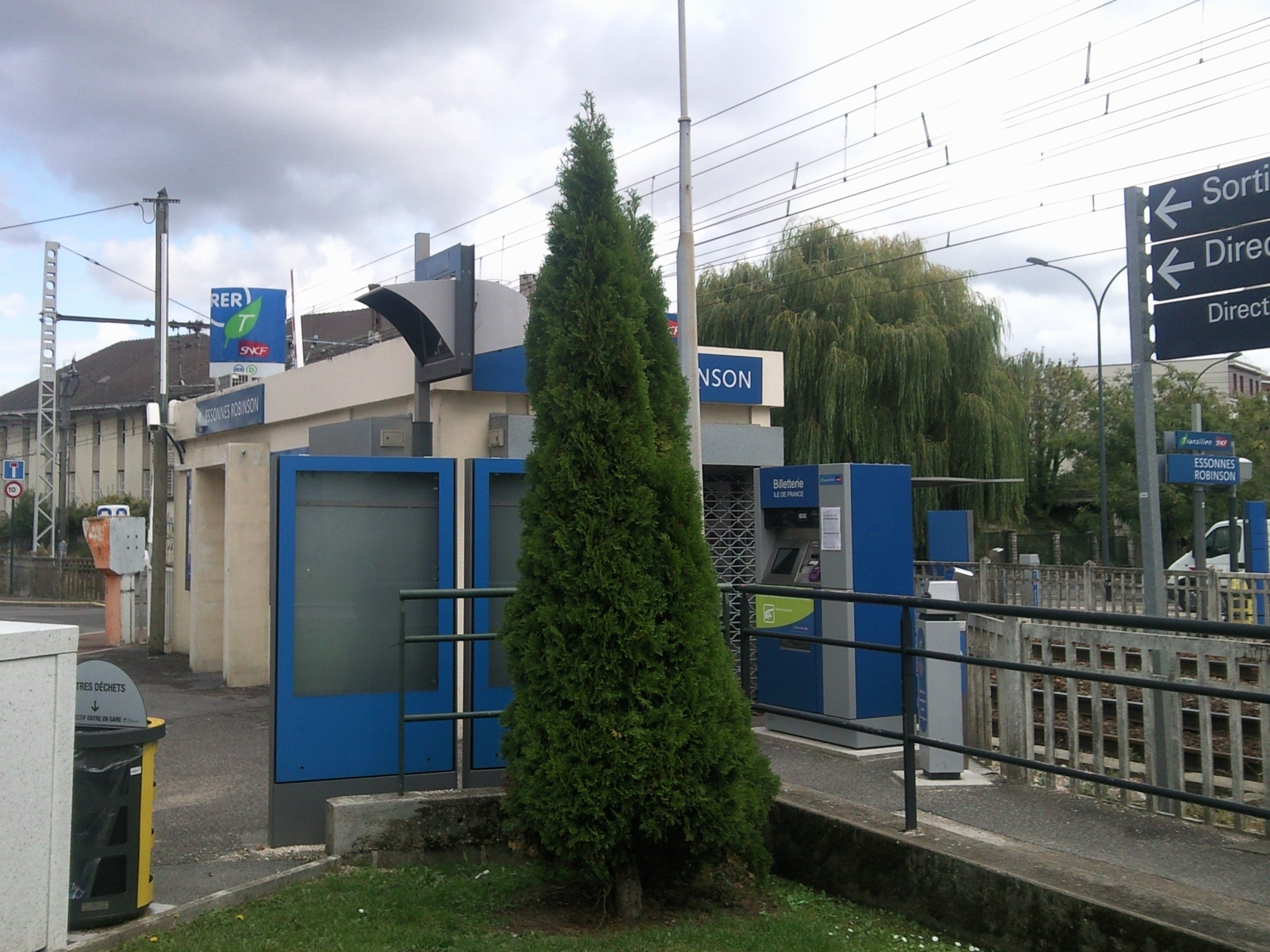
Entrée et guichet.

La gare ne possède pas de bâtiment voyageurs. Une présence commerciale est assurée dans un guichet le matin et uniquement en semaine. En dehors des heures d'ouverture du guichet, un automate permet la délivrance de titres de transport pour toutes les gares du réseau Transilien.
Chaque quai de la gare est équipé d'un abri voyageurs semi-fermé.
Les accès aux quais se font uniquement depuis la voirie. Le passage d'un quai à l'autre se fait obligatoirement par le passage à niveau situé immédiatement à l'extrémité nord de la gare. Cette situation est problématique lorsque les barrières du passage à niveau sont abaissées puisque les voyageurs ne peuvent plus accéder au quai opposé.

### Desserte
La gare est desservie par les trains du RER D. Aux heures de pointe, seules des navettes Juvisy – Corbeil – Melun circulent. Aux heures creuses et le weekend, tous les trains desservent Paris-Gare-de-Lyon et au-delà vers le nord, selon les missions.
En 2011, les navettes entre Juvisy et Melun sont principalement assurées par des rames Z 5300, alors qu'aux heures creuses et le weekend, les trains en direction de Paris, et au-delà, sont assurés par des rames Z 20500.

Voies et quais de la halte
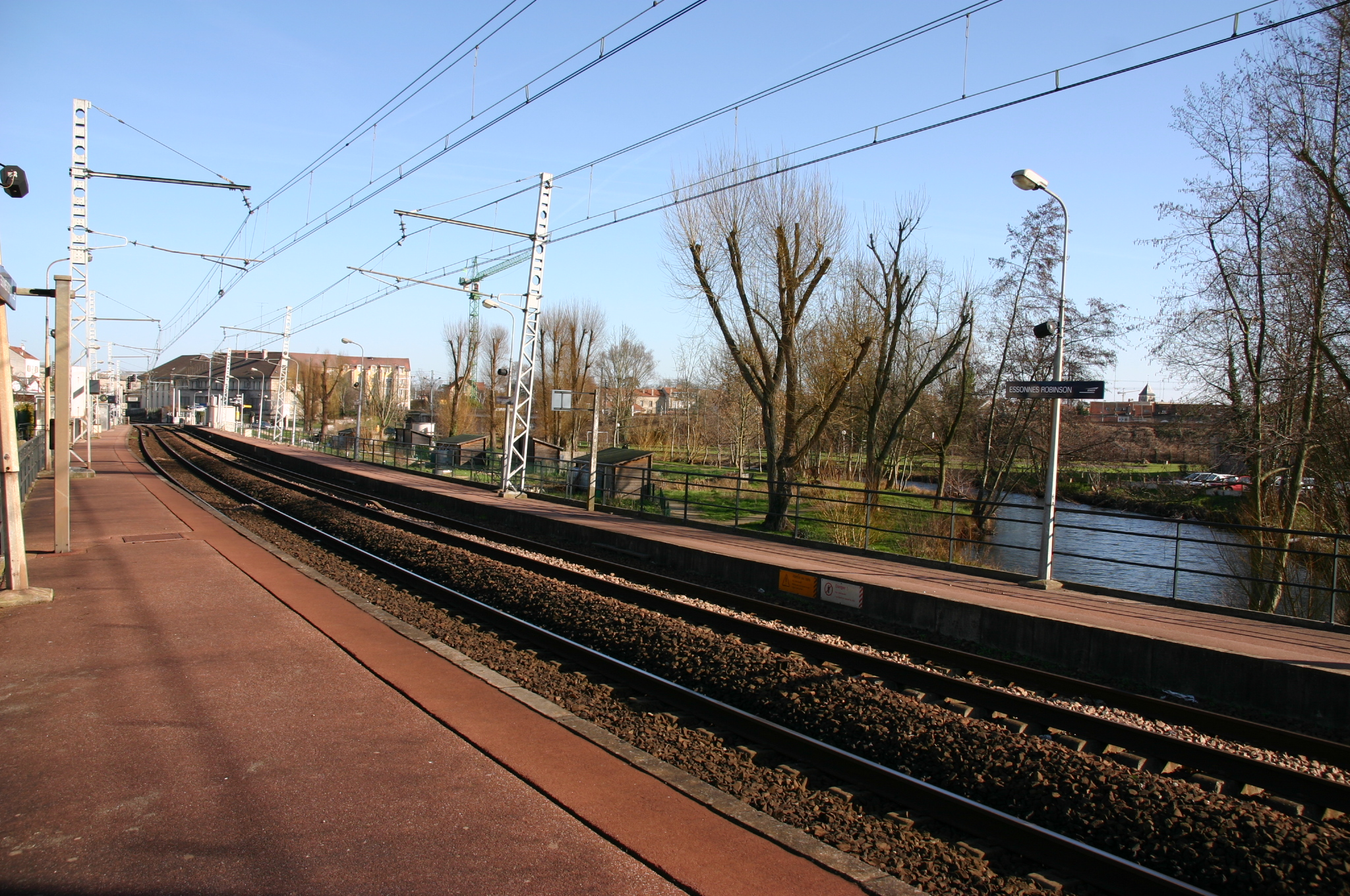
Quai de la voie 1.
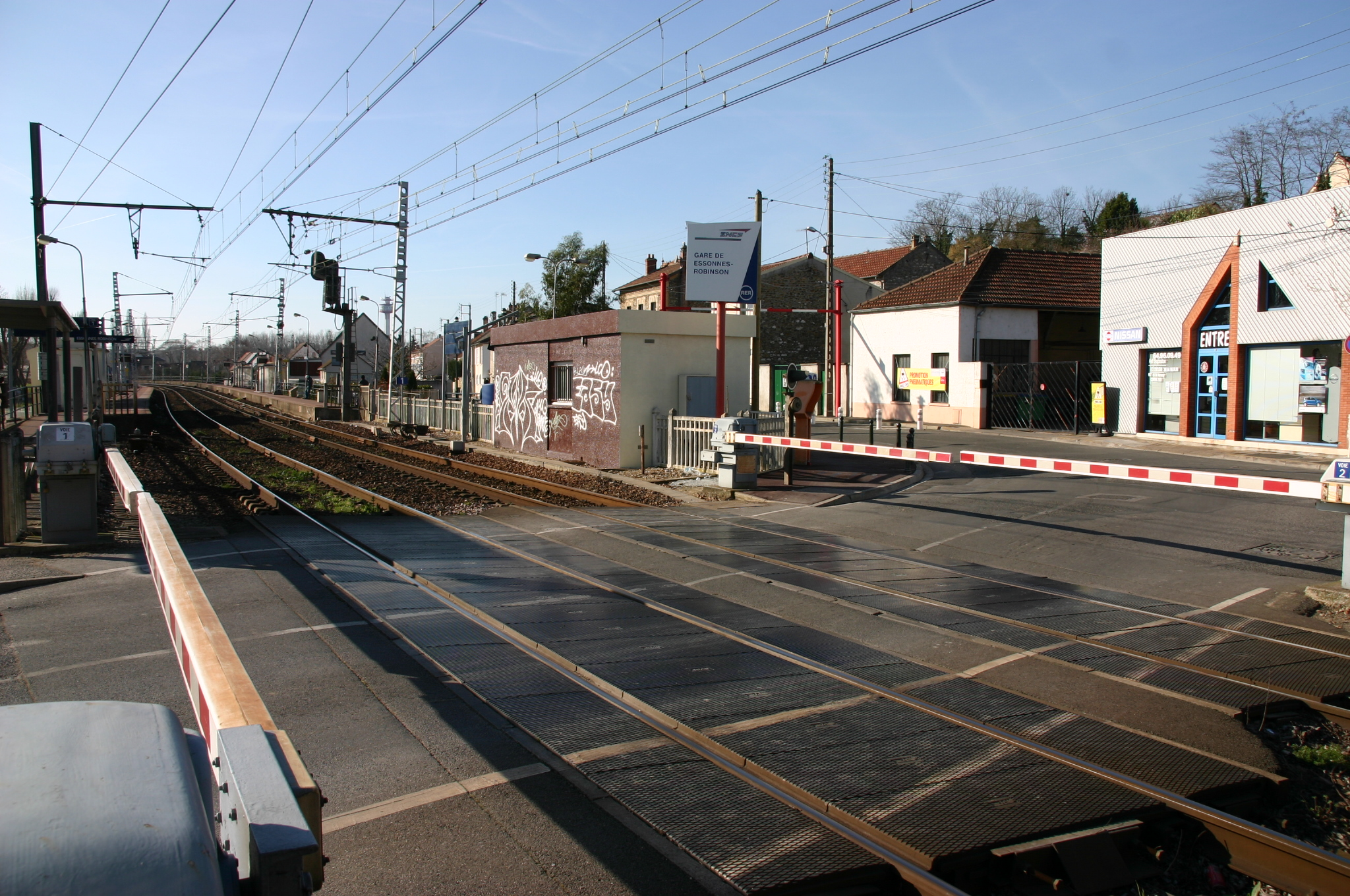
Passage à niveau.
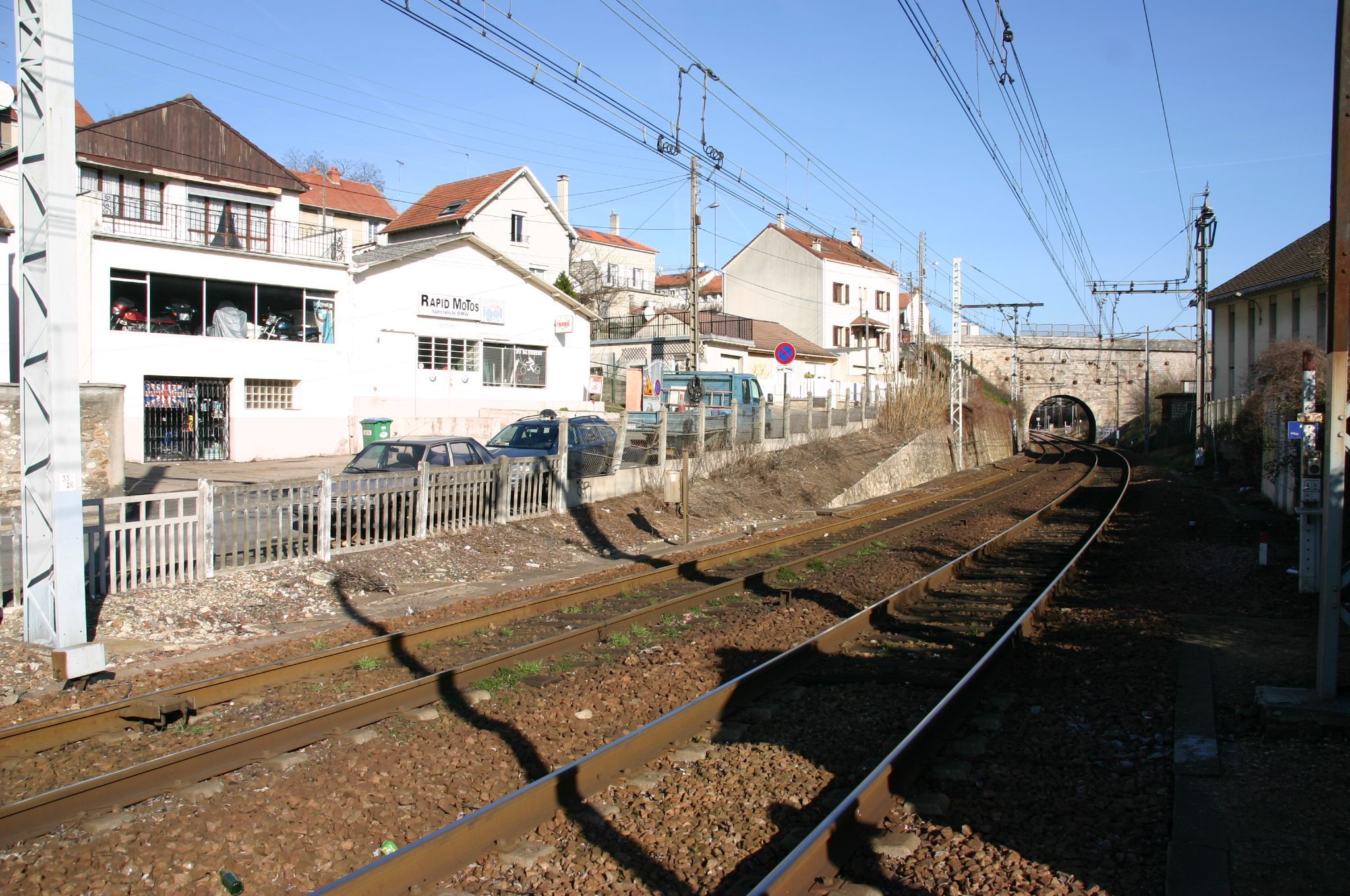
Extrémité nord.

### Intermodalité
La gare est desservie par les lignes 4240, 4242, 4243, 4245, 4273 du réseau de bus Évry Centre Essonne, par la ligne 4334 du réseau de bus Essonne Sud Est et, la nuit, par la ligne N139 du réseau Noctilien.
La ligne express 9112, à l'arrêt Centre Commercial (situé à 4 minutes de marche) permet également d'accéder à la gare et permet également une liaison vers Ris-Orangis, Viry-Châtillon, Juvisy, Athis-Mons et plus loin vers Paris via la ligne 14 du métro aux stations Paray-Vieille-Poste - Aéroport d'Orly et Chevilly-Larue - Marché International.
Ces huit lignes de bus sont, aux heures creuses de la journée et en soirée, des alternatives pour relier les gares de Corbeil-Essonnes, Villabé, Le Plessis-Chenêt, Moulin-Galant, Le Bras-de-Fer, Évry-Courcouronnes et Viry-Châtillon.
La gare dispose d'un petit parking d'une trentaine de places, situé à proximité.